# Justizanstalt Salzburg

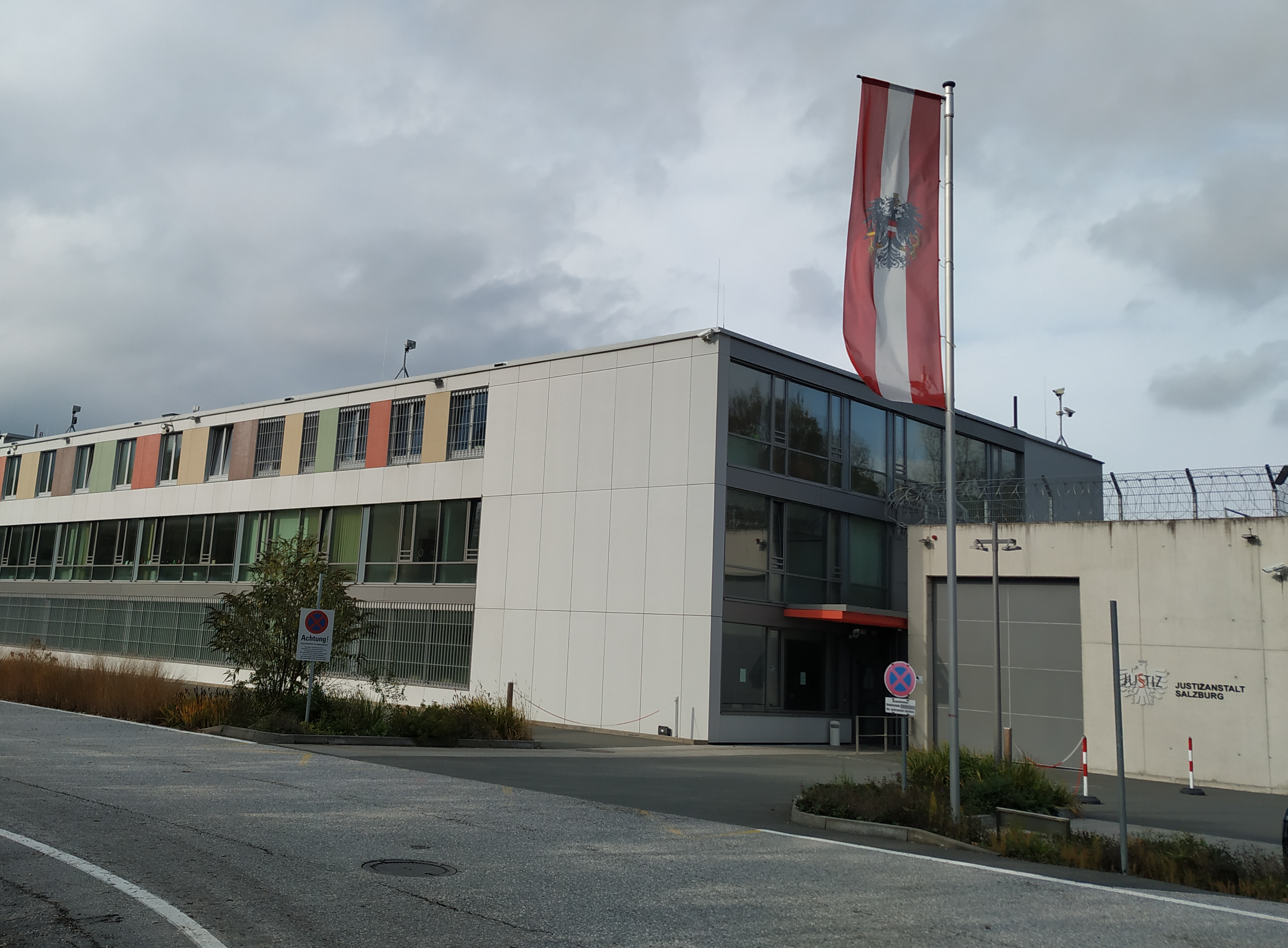
Justizanstalt Salzburg in Puch-Urstein

Die Justizanstalt Salzburg ist ein gerichtliches Gefangenenhaus in Puch bei Hallein im österreichischen Bundesland Salzburg. Als Gefängnis ist die Einrichtung für den Vollzug von Untersuchungshaften und Freiheitsstrafen mit einer Dauer von bis zu 18 Monaten zuständig. Daneben werden auch Finanz- und Verwaltungsstrafhaften in der Justizanstalt Salzburg vollzogen.
Insgesamt verfügt die JA Salzburg über 225 Gefängniszellen und 14 Betten in der Krankenabteilung. 30 Haftplätze sind für Frauen, 25 für jugendliche Gefangene vorgesehen.

## Geschichte

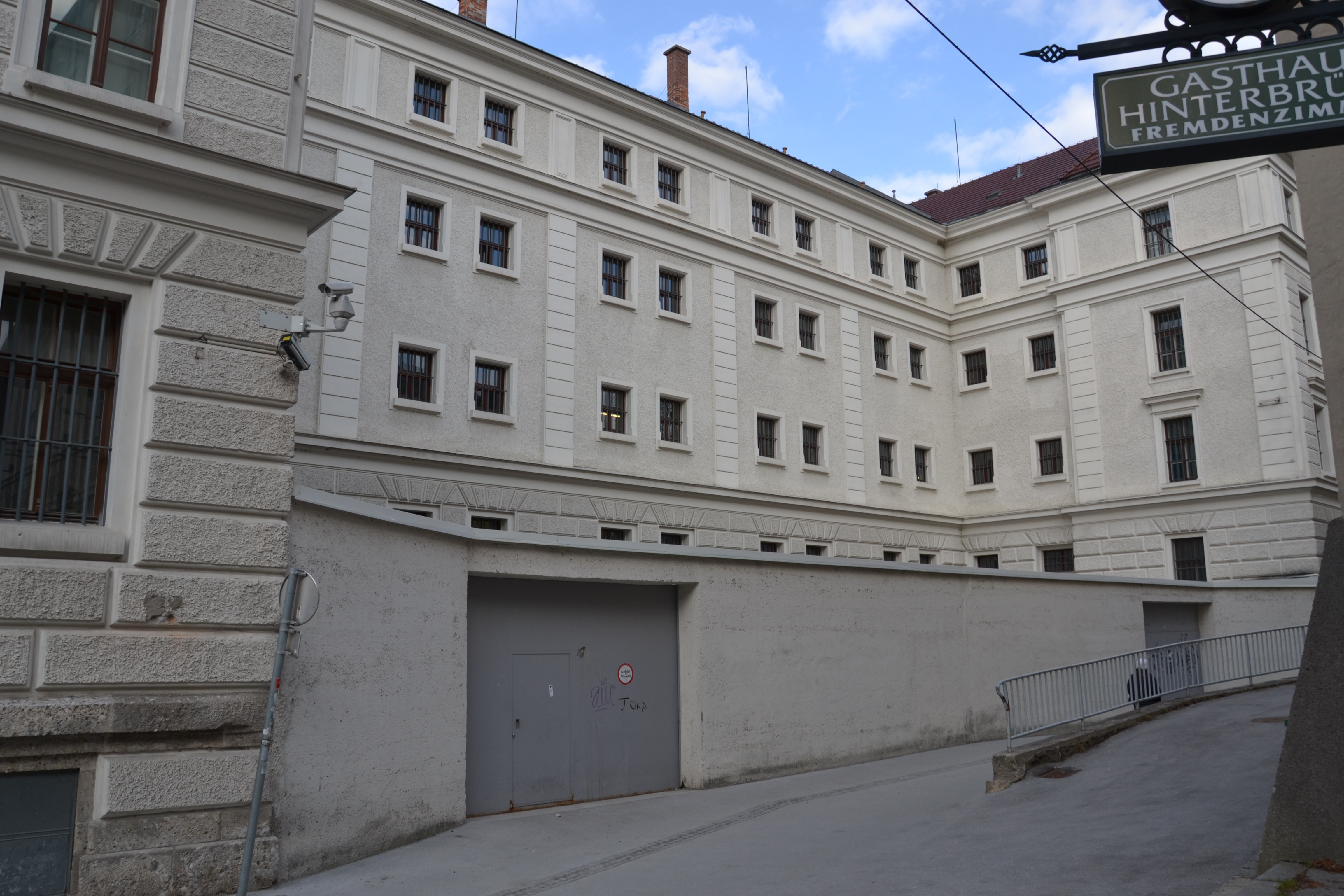
Ehemaliges Gefangenenhaus im Gerichtsgebäude des Landesgerichts Salzburg

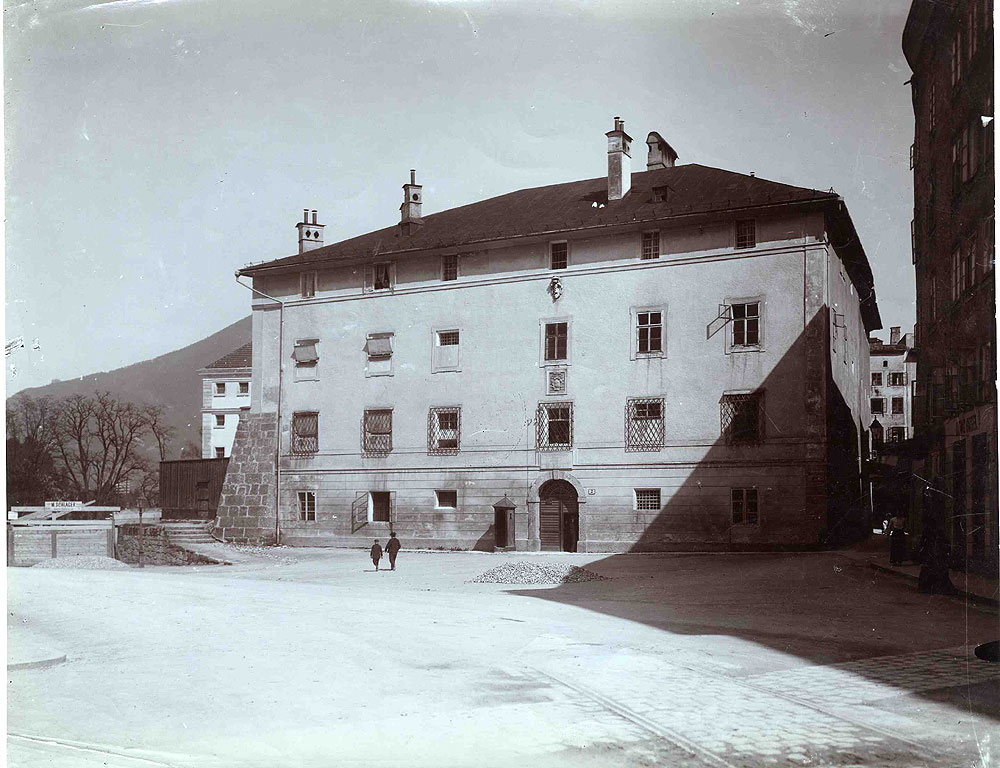
Vorgängerbau der Justizanstalt – Fronfeste am heutigen Standort des Landesgerichts im Jahr 1907

Im Jahr 1909 wurden sowohl das Gerichtsgebäude als auch die Justizanstalt in der Salzburger Altstadt eröffnet. Das Gefängnis (vulgo „Schanzlalm“) befand sich ab diesem Zeitpunkt mehr als hundert Jahre lang am Standort inmitten der Stadt Salzburg in baulicher Verbindung mit dem Landesgericht am Kajetanerplatz bzw. in der Schanzlgasse.

### Neubau der Justizanstalt in Puch
Aufgrund der Sanierungsbedürftigkeit und der zentralen Lage der Hafteinrichtung wurde ab Anfang der 2000er-Jahre eine Auslagerung der selbigen aus dem Stadtkern hinaus in Erwägung gezogen. Im September 2008 wurden Pläne des Justizministeriums bekannt, die einen Neubau der Justizanstalt Salzburg auf dem Gelände der Schwarzenbergkaserne in Wals-Siezenheim vorsahen. Dagegen kamen umgehend Proteste von Seiten des Bürgermeisters der Gemeinde Wals-Siezenheim sowie des Salzburger Militärkommandanten Karl Berktold, die beide einen Neubau auf dem Gelände der Kaserne ablehnten, während sowohl die Justizministerin als auch die Landeshauptfrau diesen Standort befürworteten. Endgültig fiel die Entscheidung im April 2010, als das Justizministerium bekannt gab, dass ein Gefängnisneubau in der Gemeinde Puch bei Hallein geplant sei. Der Neubau wurde demnach für mehr als 200 Insassen auf einem 20.000 Quadratmeter großen Grundstück im Gewerbegebiet Puch-Urstein geplant.
Das schließlich mit 30 Millionen Euro budgetierte neue Gefängnis sollte ursprünglich ab Ende des Jahres 2012 gebaut und 2015 bezogen werden. Entscheidend dafür war, dass dem Projekt von Seiten des Ministeriums Priorität vor anderen Bauvorhaben der Justiz eingeräumt wurde. Nach dem Einspruch eines Nachbarn, der in der Nähe des Bauplatzes der zukünftigen Justizanstalt eine 24-Stunden-Tankstelle für Lastwagen betrieb, wurde der Baubeginn zunächst aufgeschoben.
Am 4. September 2013 konnte schließlich nach Ablehnung des Einspruchs mit den Bauarbeiten für das nun mit 36 Millionen Euro Kosten bezifferte und von der Bundesimmobiliengesellschaft als Bauträgerin zu errichtende Gefängnis begonnen werden. Als Architekten des Neubaus fungierte dabei das deutsche Architekturbüro BDA Poos Isensee aus Hannover. Das Gebäude ist für bis zu 227 Insassen und 60 Angestellte ausgelegt.
Am 26. Juni 2015 zogen die Häftlinge der Justizanstalt Salzburg in das neue Gebäude um, wodurch die Generalsanierung des alten Justizgebäudes in der Salzburger Innenstadt begonnen werden konnte. Dabei wurde der gesamte Gebäudekomplex saniert und auch jener Gebäudeteil, der bislang die Justizanstalt beherbergte, dem Landesgericht zur Verfügung gestellt. Gebäudestruktur und Außenfassade blieben aus Denkmalschutzgründen erhalten; vollständig abgerissen wurden zwei ehemalige Gefängnistrakte im Innenhof, andere wurden zu Büroräumlichkeiten umgebaut. Im Herbst 2018 zog die Salzburger Justiz mit Gerichtsabteilungen im gesamten Gebäude wieder ein, offiziell eröffnet wurde das neue Justizgebäude in der Salzburger Innenstadt im Herbst 2019.